# Cielo Grande
Cielo Grande (prt: Cielo Grande; bra: Histórias de Verão) é uma série de televisão argentina criada por Jorge Edelstein e produzida pelo grupo Non Stop Studios.
Sua estreia ocorreu em 16 de fevereiro de 2022 por meio da plataforma de streaming, Netflix.
O elenco é liderado pelos atores Pilar Pascual, Abril Di Yorio, Víctor Varona, Guido Messina, Francisco Bass, Giulia Guerrini, Thaís Rippel e Luan Brum.

## Enredo
Um grupo de adolescentes trabalha para salvar um antigo hotel chamado Cielo Grande, especializado em esportes aquáticos e perdido no meio do delta argentino, onde amigos reviverão memórias de infância, descobrirão segredos de família, estabelecerão novas amizades e diferentes romances nascerão.

## Elenco

### Principal
- Pilar Pascual como Stefania "Steffi" Navarro.
- Abril Di Yorio como Luz Aguilar.
- Víctor Varona como Antonio "Tony".
- Guido Messina como Julián.
- Francisco Bass como Ron Navarro Lavalle.
- Giulia Guerrini como Natasha Rossi.
- Thaís Rippel como Natalia "Naty".
- Luan Brum como Carlos "Charly" Santos.
- Fernando Monzo como ele mesmo.
- Juan Monzo como ele mesmo.
- Agustín Pardella como Noda.
- Mariel Percossi como Matrix.
- Byron Barbieri como Ian Navarro.
- Martín Tecchi como Augusto Montero.
- Débora Nishimoto como Irene.

### Secundário
- Jimena La Torre como Cynthia Aguilar.
- Juana Masse como Luz (menina).
- Benjamín Otero como Julián (menino).
- Juan Salinas como Ron Navarro (jovem).
- Camila Geringer como Cynthia Aguilar (jovem).
- Denise Cotton como Dra. Visero.

## Temporadas
| Temporada | Temporada | Episódios | Episódios | Originalmente lançado   |
| --------- | --------- | --------- | --------- | ----------------------- |
|           | 1         | 11        | 11        | 16 de fevereiro de 2022 |
|           | 2         | –         | –         | Não confirmado          |